# Rhuys-Halbinsel
Die Rhuys-Halbinsel (auch Arzon-Halbinsel – französisch Presqu’île de Rhuys) liegt im Département Morbihan in der Bretagne in Frankreich und trennt den Atlantik vom Golf von Morbihan (dt. „kleines Meer“). Sie erstreckt sich von Ost nach West und verengt sich am Westende. Die Halbinsel misst 25 km in der Länge und 1,5 bis 6 km in der Breite. Ihre Fläche beträgt etwa 105 Quadratkilometer. Die Hauptorte der Halbinsel sind Arzon, Sarzeau, Saint Armel und Saint-Gildas-de-Rhuys, einige fügen noch Le Hézo und Noyalo hinzu.
Die Rhuys-Halbinsel gehört zu den südlichen Ausläufern des Armorikanischen Massivs, zu denen auch die Montagnes Noires, die Landes de Lanvaux und die vorgelagerten Inseln Belle-Île, Houat, Hoëdic und Île Dumet zählen. Die höchsten Berge auf der Halbinsel sind nicht höher als 50 Meter. Sie bestehen im Wesentlichen aus während der Variszischen Gebirgsbildung vor rund 330 Millionen Jahren entstandenen Kristallinen Schiefern und Granit. Geomorphologisch gibt es einen starken Kontrast zwischen der dem Atlantik zugewandten Südküste, wo sich abwechselnd lange Sandstrände und steil ins Meer abfallende Felsen befinden und der dem Golf zugewandten Nordseite, wo die flache Küste bei Ebbe einem Wattenmeer gleicht. Caesar soll im Jahre 56 v. Chr. vom 15 Meter hohen Tumulus de Tumiac die Seeschlacht gegen die Veneter beobachtet haben, die er in De Bello Gallico beschrieb.

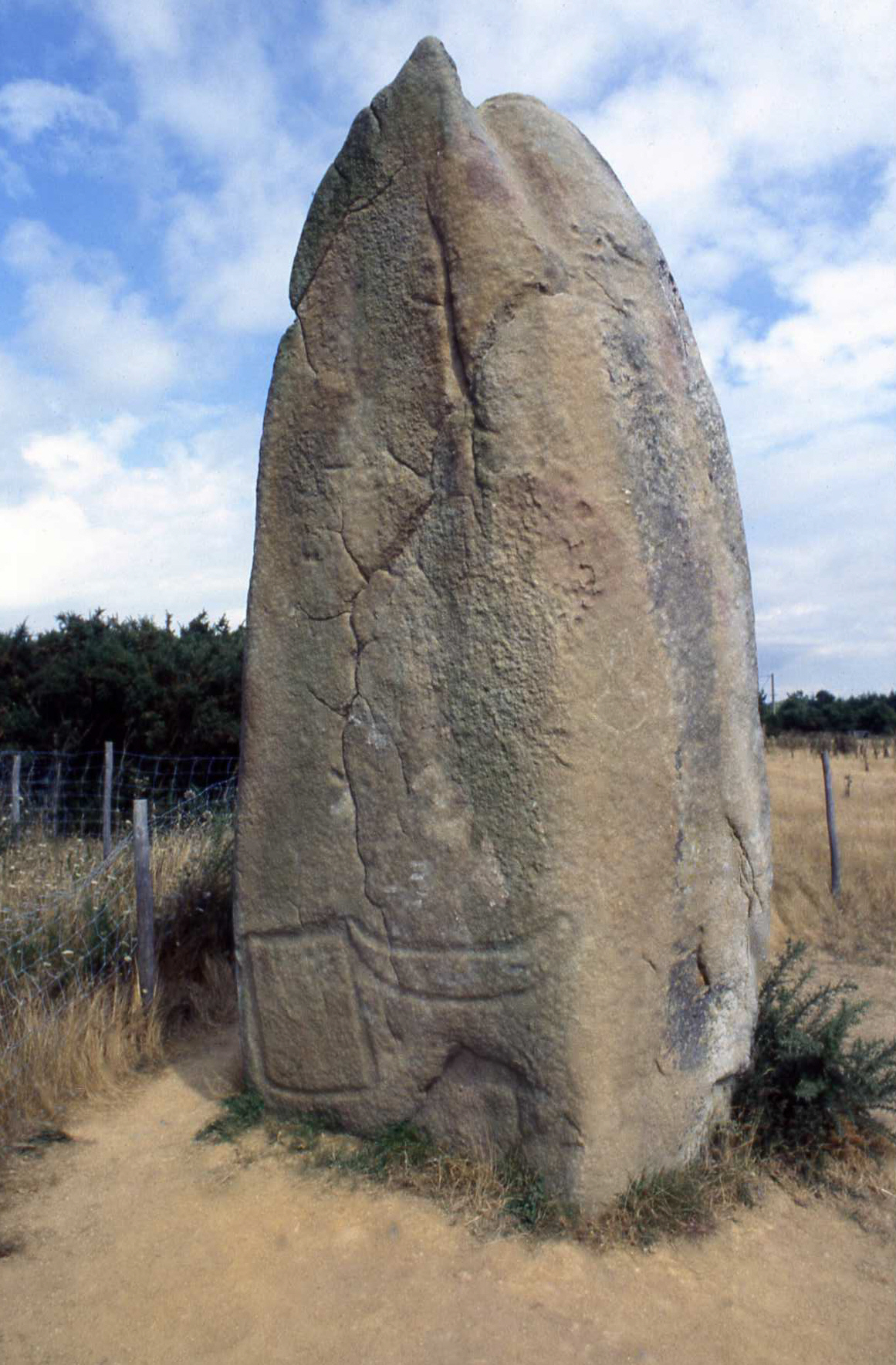
Menhir von Kermaillard

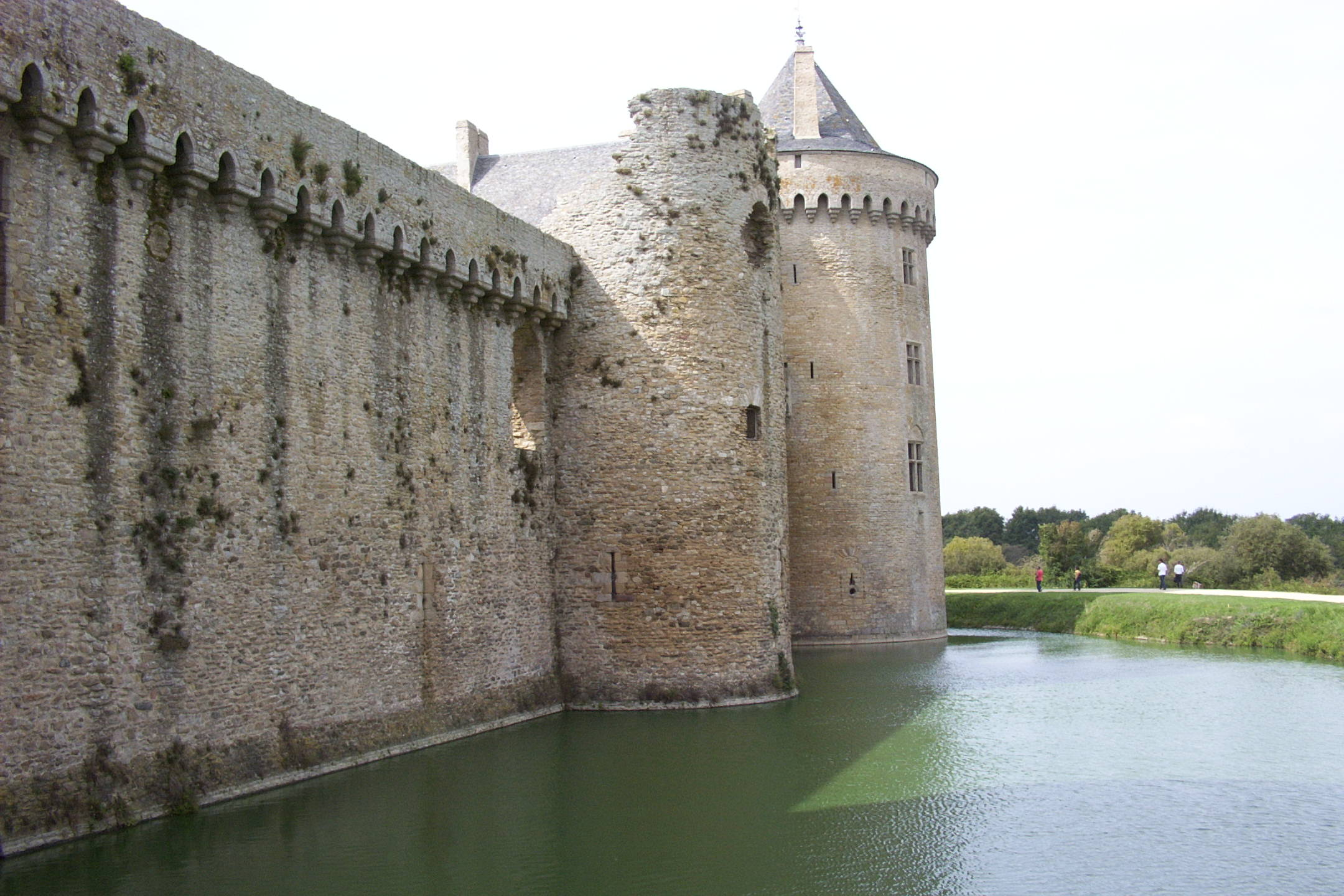
Wasserburg Suscinio

Die flache Binnenküste wird hier und da von Salzsümpfen und Salzwiesen unterbrochen.
Die Halbinsel war bereits zuvor ein geschichtsträchtiger Ort, an dem sich einige bedeutende Vorzeitdenkmale befinden. Darunter ragt der Menhir von Kermaillard heraus, der lange umgestürzt da lag und erst nach Aufrichtung seine Ritzungen einer Mondsichel und einer stilisierten Muttergottheit offenbarte.
Das Schloss Kerlévenan, die Burg Suscinio aus dem 13. Jahrhundert und die romanische Kirche von St.-Gildas-de-Rhuys sind wichtige geschichtliche Anziehungspunkte. Bei Kerners (etwas östlich von Arzon) gibt es eine alte Gezeitenmühle und den Brunnen „La fontaine de Kerners“ in der Nähe der Saint-Nicolas-Kapelle.

## Vorzeitdenkmale

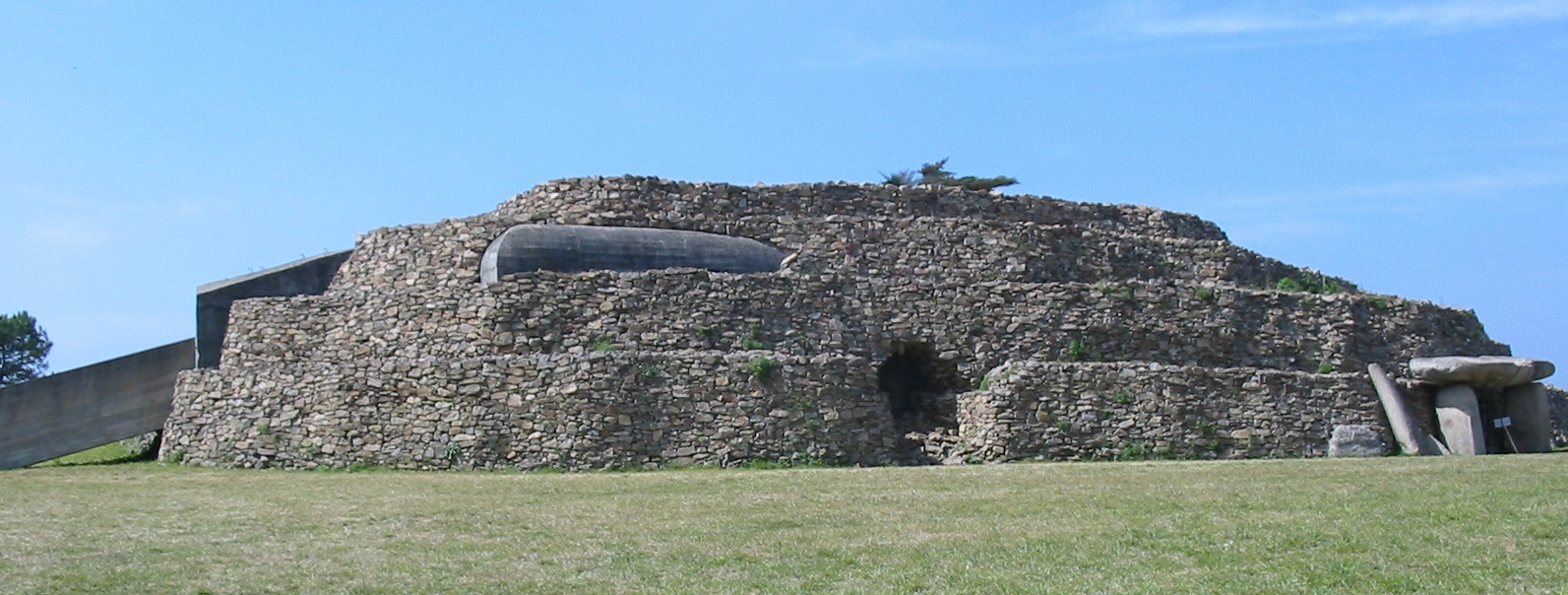
Der restaurierte Petit Mont

- die Dolmen
  - Bilgroix
  - Grah-Niol
  - Kerno
  - Lannek-er-Men
  - Men Maria

- die Tumuli
  - de Tumiac
  - Le Petit Mont

- Menhir
  - Kermaillard